# Il giro del mondo di Willy Fog
Il giro del mondo di Willy Fog è una versione a cartoni animati de Il giro del mondo in 80 giorni di Jules Verne. 
La serie è una coproduzione fra BRB Internacional (Spagna) e Nippon Animation (Giappone), trasmessa per la prima volta in Spagna nel gennaio 1984 con il titolo La vuelta al mundo de Willy Fog, mentre in Giappone è stata trasmessa nel 1987 con il titolo Anime 80 sekai isshu (アニメ八十日間世界一周?) e con gli episodi 14, 18, 21 e 22 cancellati dalla programmazione. 
In Italia è andata in onda a partire dal gennaio 1985.
Tutti i personaggi della serie sono animali antropomorfi: Willy Fog (Phileas Fogg nel romanzo di Verne) è un leone, mentre Romy (Aouda) e Rigodon (Passepartout) sono gatti.

## Trama
Il leone Willy Fog è un distinto e flemmatico gentiluomo londinese, che scommette con alcuni soci del Reform Club (ove si ritrovano a giocare al biliardo) di riuscire a compiere, rispettando un ferreo itinerario, il giro del mondo in ottanta giorni. Sulla riuscita dell'impresa scommette la somma di ventimila sterline contro gli altri soci, eccetto l'anziano e mansueto caprone Lord Guinness, costretto sulla sedia a rotelle ed unico a riporre fiducia in lui insieme allo scoiattolo giornalista Ralf. Il lupo Sullivan, anch'egli socio del club e governatore della Banca d'Inghilterra, gli aizza contro con proposito di sabotaggio lo scagnozzo Transfer, una volpe grigia senza scrupoli specialista di travestimenti. Willy Fog, che intraprende il viaggio col maggiordomo francese, il gatto Rigodon, e l'amico di questi, il ghiro Tico, è dunque pedinato da Transfer e da due poliziotti di Scotland Yard, il bracco Dix e il bulldog Bully, che sospettano di lui per la rapina di cinquantacinquemila sterline dalla Banca d'Inghilterra del giorno precedente.
I viaggi di Fog proseguono tra varie avventure e disavventure (specialmente in India, quando il terzetto salverà la principessa gatta Romi dalla morte sul rogo), superando ogni sorta di contrattempi, avversità ed i tranelli architettati da Transfer. Di ritorno sul suolo britannico, il protagonista viene arrestato dai due ispettori di Scotland Yard e subito liberato in seguito al chiarimento del malinteso ma, dopo aver creduto di aver mancato l'appuntamento alle 20:45 al club ed aver quindi perso la scommessa, si rende conto di essere ancora in tempo poiché viaggiando verso est aveva guadagnato un giorno di calendario del quale non aveva tenuto conto. Senza perdere neppure un minuto riesce ad arrivare puntuale portando a termine con successo l'impresa, all'indomani della quale sposerà la principessa Romi. I due poliziotti che per tutto il viaggio lo avevano pedinato, vista la loro negligenza vengono degradati a vigili urbani.

## Cast
| Personaggio                               | Doppiatore italiano | Doppiatore spagnolo | Doppiatore giapponese                       |
| ----------------------------------------- | ------------------- | ------------------- | ------------------------------------------- |
| Willy Fogg (ウィリー・フォグ?, Uirī Fogu) | Bruno Slaviero      | Claudio Rodriguez   | Banjō Ginga (銀河 万丈?, Ginga Banjō)       |
| Rigodon (リゴドン?, Rigodon)              | Carlo Bonomi        | Manuel Peiró        | Kei Tomiyama (富山 敬?, Tomiyama Kei)       |
| Tico (チコ?, Chiko)                       | Sante Calogero      | Yamil Atala         | Masako Nozawa (野沢 雅子?, Nozawa Masako)   |
| Romy (ロミー姫?, Romī-hime)               | Rosetta Salata      | Gloria Camara       | Miki Takahashi (高橋 美紀?, Takahashi Miki) |

## Sigle
La sigla Iniziale e finale Il giro del mondo in 80 giorni, è stata composta per la musica dagli Oliver Onions, e per il testo di Cesare De Natale; fu esportata in diversi paesi nei quali il cartone animato fu trasmesso, oltre alla versione in lingua italiana, la canzone fu tradotta in inglese, spagnolo, francese, ungherese, finlandese, russo, polacco e ceco.

## Episodi
| Nº | Titolo italiano Giapponese 「Kanji」 - Rōmaji                                                                                               | In onda          | In onda |
| Nº | Titolo italiano Giapponese 「Kanji」 - Rōmaji                                                                                               | Giapponese       |         |
| 1  | La scommessa - La apuesta 「フォグ氏賭に挑戦の巻」 - Fogu-shi kake ni chōsen no kan                                                         | 10 ottobre 1987  |         |
| 2  | La partenza - La partida 「さらばロンドンよの巻」 - Saraba Rondon yo no kan                                                                 | 17 ottobre 1987  |         |
| 3  | Un brutto viaggio - Viaje accidentado 「花のパリは大騒動の巻」 - Hana no Pari wa ōsōdō no kan                                               | 24 ottobre 1987  |         |
| 4  | Ricercato - Se busca a Willy Fog 「エジプト遺跡冒険の巻」 - Ejiputo-iseki bōken no kan                                                      | 7 novembre 1987  |         |
| 5  | Il fantasma - Willy Fog y el fantasma 「フォグ氏二人登場の巻」 - Fogu-shi futari tōjō no kan                                                | 14 novembre 1987 |         |
| 6  | Avventura nella Pagoda - Aventura en pagoda 「ボンベイさんざんの巻」 - Bonbei sanzan no kan                                                 | 21 novembre 1987 |         |
| 7  | Calcutta Express - El expreso de Calcuta 「線路は、ここまでの巻」 - Senro wa, koko made no kan                                              | 28 novembre 1987 |         |
| 8  | Pericolo nella giungla - Peligro en la selva 「ジャングル象旅行の巻」 - Janguru-zō ryokō no kan                                             | 5 dicembre 1987  |         |
| 9  | La liberazione di Romy - El rescate de Romy 「ロミー姫救出作戦の巻」 - Romī-hime kyūshutsu sakusen no kan                                   | 12 dicembre 1987 |         |
| 10 | Un dono per Parsi - Un regalo para Parsi 「象代金は千ポンドの巻」 - Zō daikin wa sen pondo no kan                                           | 19 dicembre 1987 |         |
| 11 | La bombetta di Rigodon - El bombín de Rigodón 「裁判はカルカッタの巻」 - Saiban wa Karukatta no kan                                         | 26 dicembre 1987 |         |
| 12 | Tempesta nel mare della Cina - Tempestad en el mar de la China 「愛のシンガポールの巻」 - Ai no Shingapōru no kan                           | 9 gennaio 1988   |         |
| 13 | Rigodon e il sonnifero - Rigodón cae en la trampa 「ホンコン罠また罠の巻」 - Honkon wana mata wana no kan                                   | 16 gennaio 1988  |         |
| 14 | Partenza per Yokohama - Rumbo a Yokohama 「海賊船長いい船長の巻（テレビ未放映）」 - Kaizokusen nagai i senchō no kan (terebi mihōei)        | -                |         |
| 15 | Il circo di Asuka - El circo de Akita 「横浜大サーカス!の巻」 - Yokohama dai sākasu! no kan                                                 | 23 gennaio 1988  |         |
| 16 | Vacanze alle Hawaii - Fiesta en Hawai 「ハワイアン大感動の巻」 - Hawaian dai kandō no kan                                                   | 30 gennaio 1988  |         |
| 17 | Viaggio in mongolfiera - Viaje en globo 「メキシコ気球脱出の巻」 - Mekishiko kikyū dasshutsu no kan                                         | 6 febbraio 1988  |         |
| 18 | Il treno per il Pacifico - En el ferrocarril del pacífico 「フォグ対ガンマンの巻（テレビ未放映）」 - Fogu tai ganman no kan (terebi mihōei) | -                |         |
| 19 | La fuga - La estampida 「列車橋を飛び越すの巻」 - Ressha-hashi wo tobikosu no kan                                                           | 13 febbraio 1988 |         |
| 20 | Una decisione rischiosa - Una decisión arriesgada 「インデアン大襲撃の巻」 - Indean dai shūgeki no kan                                      | 20 febbraio 1988 |         |
| 21 | Un treno tutto speciale - Un tren muy especial 「駅馬車東部へ進むの巻（テレビ未放映）」 - Ekibasha tōbu he susumu no kan (terebi mihōei)    | -                |         |
| 22 | Il ritorno di Rigodon - El regreso de Rigodón 「渡れナイヤガラの滝（テレビ未放映）」 - Watare Naiyagara no taki (terebi mihōei)             | -                |         |
| 23 | Destinazione New York - Destino Nueva York 「大西洋に乗り出すの巻」 - Taiseiyō ni noridasu no kan                                           | 27 febbraio 1988 |         |
| 24 | Ammutinamento sulla Henrietta - Motín en la Henrieta 「ついに船を燃やすの巻」 - Tsui ni fune wo moyasu no kan                               | 12 marzo 1988    |         |
| 25 | Willy Fog arrestato - El arresto de Willy Fog 「フォグ氏逮捕さるの巻」 - Fogu-shi taiho saru no kan                                         | 19 marzo 1988    |         |
| 26 | L'ultima decisione - Decisión final 「フォグ氏大逆転の巻」 - Fogu-shi dai gyakuten no kan                                                   | 26 marzo 1988    |         |

## Chi viene in viaggio con me?
In seguito al successo della serie, ne è stata poi realizzata una seconda, dal titolo Chi viene in viaggio con me? (Willy Fog 2 nella versione originale), trasmessa per la prima volta nel 1993. Prodotto dalla BRB Internacional, questa 2ª stagione comprende 30 episodi in cui vengono raccontate 2 differenti storie, sempre ispirate a romanzi di Verne: la prima storia narrata è ispirata a Viaggio al centro della Terra, la seconda a Ventimila leghe sotto i mari.
La sigla italiana, intitolata Chi viene in viaggio con me?, scritta da Alessandra Valeri Manera, composta da Ninni Carucci, e interpretata da Cristina D'Avena con I Piccoli Cantori di Milano, guidati da Laura Marcora. In seguito venne utilizzata anche per le puntate della serie precedente.

### Episodi
| Nº | Titolo italiano              |
| 1  | Messaggio in codice          |
| 2  | Partenza per l'Islanda       |
| 3  | Una guida silenziosa         |
| 4  | Il vulcano addormentato      |
| 5  | Romy in pericolo             |
| 6  | Verso il centro della terra  |
| 7  | La vendetta di Transfer      |
| 8  | Un fiume insperato           |
| 9  | Persi nell'oscurità          |
| 10 | Il mare sotterraneo          |
| 11 | La battaglia dei mostri      |
| 12 | La tempesta                  |
| 13 | Il rientro a Londra          |
| 14 | Il mistero del mostro marino |
| 15 | Vecchi amici                 |
| 16 | Chi è Carlo                  |
| 17 | In alto mare                 |
| 18 | Il mostro degli abissi       |
| 19 | Il capitano misterioso       |
| 20 | Prigionieri del Nautilus     |
| 21 | Una passeggiata sottomarina  |
| 22 | Sulla terra ferma            |
| 23 | I pescatori di perle         |
| 24 | Verso il Polo Sud            |
| 25 | In azione contro le piovre   |
| 26 | Piani di fuga                |